# Belum
Belum é um município da Alemanha localizado no distrito de Cuxhaven, estado de Baixa Saxônia.
Pertence ao Samtgemeinde de Am Dobrock.